# Deraeocoris scutellaris
Deraeocoris scutellaris ist eine Wanzenart aus der Familie der Weichwanzen (Miridae). Die Art ist mit Deraeocoris morio sehr nahe verwandt. Letztere wird von manchen Autoren sogar als Synonym betrachtet.

## Merkmale
Die Wanzen werden 5,4 bis 6,7 Millimeter lang. Sie sind komplett schwarz gefärbt oder haben lediglich ein rotes Schildchen (Scutellum). Die Nymphen sind ebenso schwarz.

## Vorkommen und Lebensraum
Die Art ist in Europa von Skandinavien und den Britischen Inseln über Mittel- und Osteuropa, östlich bis nach Sibirien, in die Mongolei und nach China verbreitet. In Deutschland liegen nur wenige Nachweise der sehr seltenen Art aus dem Norden und Osten vor. In Österreich ist sie bisher nicht nachgewiesen.
In Norddeutschland werden Moore und feuchte bis trockene Heiden besiedelt. In Großbritannien findet man sie in einer Reihe von verschiedenen Lebensräumen, wie beispielsweise Heiden, auf kalkigen Böden oder Grünland mit reichlichem Bewuchs von krautigen Pflanzen.

## Lebensweise
Die Wanzen leben am Boden unter Besenheide (Calluna) und Heidekräutern (Erica). Die adulten Wanzen klettern nur selten auf die Pflanzen und werden so selten gekeschert. Es gibt auch Nachweise der Art an Schmalblättrigen Weidenröschen (Epilobium angustifolium). Die Überwinterung erfolgt als Ei. Die Nymphen entwickeln sich im Frühjahr, die adulten Wanzen treten im Juni und Juli auf und verschwinden nach der Reproduktion spätestens im August.

## Belege